# Campionato francese di rugby a 15 1946-1947
Il Campionato francese di rugby a 15 di prima divisione 1946-1947 e fu vinto dallo Stade toulousain che sconfisse il SU Agenin finale.

## Formula
Fu disputato da 64 club divisi in due fasce, una divisa in 8 gruppi di 4.
La prima fascia qualificò 24 squadre (3 per girone) e la seconda otto squadre (una per girone)
Le 32 squadre rimaste disputatorono una fase di qualificazione con 8 gruppi di 4 quattro. 
Le prime 2 di ogni girone furono qualificate per gli ottavi.

## Contesto
Il Torneo delle Cinque Nazioni 1947 fu vinto dal Galles e l'Inghilterra.
La Coppa di Francia fu vinta dallo Stade toulousain che sconfisse l'AS Montferrand in finale.

## Seconda fase di qualificazione
In grassetto le qualificate agli ottavi
| - Stade toulousain - RC Vichy - Montélimar - Montluçon rugby                 | - SC Angoulême - US Montauban - AS Montferrand - SC Tulle     | - US Dax - RC Toulon - CS Vienne - Section paloise                           |
| - CA Brive - SU Agen - Biarritz olympique - Lyon OU                          | - Stade montois - FC Lourdes - US Romans - Stade bordelais UC | - Stadoceste tarbais - Gujan-Mestras - Racing club de France - USA Perpignan |
| - Stade aurillacois - Paris université club - AS Soustons - Aviron bayonnais | - Tyrosse RCS - Castres olympique - CA Bègles - Cognac        |                                                                              |

## Ottavi di finale
(In grassetto le qualificate ai quarti)
- Stade toulousain  - RC Toulon   16-3
- US Romans  - USA Perpignan  7-0
- AS Montferrand  - Biarritz olympique  3-3
- FC Lourdes  - Tyrosse RCS 10-8
- SU Agen  - RC Vichy    6-0
- Castres olympique |Stadoceste tarbais   19-0
- Paris université club - US Montauban   3-0
- AS Soustons - CS Vienne   10-3

## Quarti di finale
(In grassetto le qualificate alle semifinali)
- Stade toulousain - US Romans 3-0
- AS Montferrand  - FC Lourdes  7-5
- SU Agen - Castres olympique  8-0
- Paris université club  - AS Soustons  |0-0

## Semifinali
- Stade toulousain- AS Montferrand   20-4
- SU Agen - Paris université club  25-3

## Finale
| Arbitro: | Maurice Delmas |

| |            | |
| mete: Caraguet c.p.: Bergougnan Drop: Bergougnan | Marcatori  | mete: Féria |
| Jacques Larzabal Félix Lopez Henri Jolivet Jean Gaulène Emile Fabre Robert Barran Albert Caraguel Yves Noé Yves Bergougnan Roger Baque François Sanchez Pierre Gaussens André Brouat Henri Dutrain André Melet | Formazioni | Roger Bonnet Jean Clavé Emile Béziat Albert Ferrasse Robert Landes Guy Basquet Jacques Gomis Fernand Ferria Albert Gommes Camille Bonnet Pierre Genestine Georges Bernadeau Joseph Carabignac Michel Pomathios Félix Martin |

Da segnalare la presenza in campo di Albert Ferrasse e Guy Basquet, che saranno poi presidente e vicepresidente della federazione.
Guy Basquet avrebbe dovuto essere espulso per un grave fallo, ma di fronte alle proteste dei giocatori e dirigenti di Agen venne trovato un compromesso con i dirigenti federali, per il quale venne espulso solo per metà partita, quando le espulsioni temporanee era ben lontane da essere introdotte nel rugby.